# فياغراندي
فياغراندي (بالإيطالية: Viagrande)‏ هي بلدة تقع في مقاطعة كاتانيا في صقلية في إيطاليا ويبلغ عدد سكانها 7225 نسمة حسب إحصائيات 2004م.

## السكان
في سنة 1861 بلغ عدد السكان 2٬894 نسمة، وتطور العدد ليصل في سنة 2011 لـ 8٬155 نسمة.
يظهر هذا المخطط البياني تطور النمو السكاني لـ فياغراندي

## معرض صور

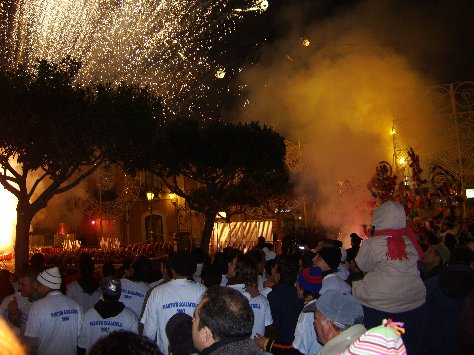
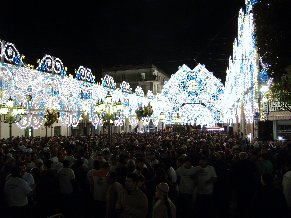
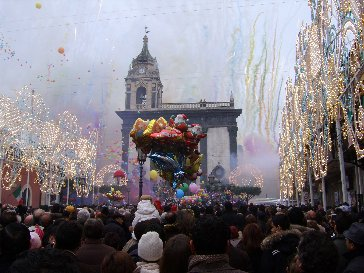
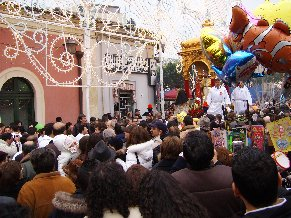